# Ricardo Romero (escritor)
Ricardo Romero (Paraná, 1976) es un escritor y editor argentino. Ha sido traducido a los idiomas portugués, italiano y francés.

## Biografía
Ricardo Romero nació en 1976 en la ciudad de Paraná, provincia de Entre Ríos, Argentina. Se licenció en Letras Modernas por la Universidad Nacional de Córdoba. Desde el año 2002 vive en la ciudad de Buenos Aires. Entre 2003 y 2006, fue director de la revista literaria Oliverio. Desde 2006 hasta el año 2010, fue uno de los integrantes del grupo literario «El Quinteto de la Muerte». Actualmente es editor de Gárgola Ediciones, donde dirige las colecciones «Laura Palmer no ha muerto» y «de Negro Absoluto», en colaboración con Juan Sasturain.
Romero publicó su primer texto en 2006, el libro de cuentos Tantas noches como sean necesarias. Le siguieron a ese las novelas Ninguna parte (2003), El síndrome de Rasputín (2008), Los bailarines del fin del mundo (2009), Perros de la lluvia (2011), El spleen de los muertos (2013), Historia de Roque Rey (2014), La habitación del presidente (2015), El conserje y la eternidad (2017) y Big Rip (2021).

## Obra

### Novelas
- Ninguna parte (2003)
- El síndrome de Rasputín (2008)
- Los bailarines del fin del mundo (2009)
- Perros de la lluvia (2011)
- El spleen de los muertos (2013)
- Historia de Roque Rey (2014)
- La habitación del presidente (2015)
- El conserje y la eternidad (2017)
- Big Rip (2021)
- Yo soy el invierno (2023)

### Cuento
- Tantas noches como sean necesarias (2006)